# Terry Taylor (cestista)
Terry Taylor (Bowling Green, 23 settembre 1999) è un cestista statunitense.

## Statistiche

### NCAA
| Anno      | Squadra        | PG  | PT  | MP   | TC%  | 3P%  | TL%  | RP   | AP  | PRP | SP  | PP   |
| --------- | -------------- | --- | --- | ---- | ---- | ---- | ---- | ---- | --- | --- | --- | ---- |
| 2017-2018 | APSU Governors | 34  | 34  | 31,5 | 54,1 | 42,3 | 73,0 | 8,6  | 0,7 | 0,6 | 1,0 | 15,6 |
| 2018-2019 | APSU Governors | 33  | 33  | 33,1 | 53,1 | 34,0 | 74,1 | 8,9  | 1,7 | 1,1 | 0,9 | 20,5 |
| 2019-2020 | APSU Governors | 33  | 33  | 36,5 | 55,0 | 32,0 | 65,2 | 11,0 | 1,4 | 1,3 | 1,3 | 21,8 |
| 2020-2021 | APSU Governors | 27  | 27  | 37,0 | 52,1 | 27,9 | 79,4 | 11,1 | 1,6 | 1,2 | 0,9 | 21,6 |
| Carriera  | Carriera       | 127 | 127 | 34,4 | 53,6 | 34,1 | 72,5 | 9,8  | 1,4 | 1,0 | 1,0 | 19,7 |

#### Massimi in carriera
- Massimo di punti: 42 vs Morehead State (16 febbraio 2019)[1]
- Massimo di rimbalzi: 23 vs Belmont (8 febbraio 2020)
- Massimo di assist: 9 vs Southern Illinois-Edwardsville (30 gennaio 2020)
- Massimo di palle rubate: 4 vs Tennessee-Martin (18 gennaio 2020)
- Massimo di stoppate: 4 (2 volte)
- Massimo di minuti giocati: 45 (3 volte)

### NBA

#### Regular season
| Anno      | Squadra        | PG | PT | MP   | TC%  | 3P%  | TL%  | RP  | AP  | PRP | SP  | PP  |
| --------- | -------------- | -- | -- | ---- | ---- | ---- | ---- | --- | --- | --- | --- | --- |
| 2021-2022 | Indiana Pacers | 33 | 7  | 21,6 | 61,4 | 31,6 | 70,6 | 5,2 | 1,2 | 0,4 | 0,2 | 9,6 |
| 2022-2023 | Indiana Pacers | 26 | 2  | 8,8  | 46,2 | 22,2 | 71,4 | 1,5 | 0,4 | 0,1 | 0,2 | 2,7 |
| 2022-2023 | Chicago Bulls  | 5  | 0  | 7,2  | 90,0 | 100  | 25,0 | 1,6 | 0,0 | 0,0 | 0,2 | 4,0 |
| Carriera  | Carriera       | 64 | 9  | 15,3 | 59,0 | 29,8 | 67,7 | 3,4 | 0,8 | 0,3 | 0,2 | 6,4 |

#### Massimi in carriera
- Massimo di punti: 24 vs Orlando Magic (2 febbraio 2022)[2]
- Massimo di rimbalzi: 16 vs Orlando Magic (2 febbraio 2022)
- Massimo di assist: 5 vs Chicago Bulls (4 febbraio 2022)
- Massimo di palle rubate: 2 (4 volte)
- Massimo di stoppate: 2 vs Dallas Mavericks (29 gennaio 2022)
- Massimo di minuti giocati: 38 vs Chicago Bulls (4 febbraio 2022)